# Mníchova Lehota
Mníchova Lehota este o comună slovacă, aflată în districtul Trenčín din regiunea Trenčín. Localitatea se află la altitudinea de 255 m deasupra n.m., se întinde pe o suprafață de 16,62 km2 și în 2017 număra 1.210 locuitori.

## Istoric
Localitatea Mníchova Lehota este atestată documentar din 1269.

## Demografie
| An:                | 1994 | 2004   | 2014    | 2024   |
| ------------------ | ---- | ------ | ------- | ------ |
| Număr de persoane: | 1116 | 1115   | 1235    | 1217   |
| Diferență:         |      | −0,08% | +10,76% | −1,45% |

| An:                | 2023 | 2024   |
| ------------------ | ---- | ------ |
| Număr de persoane: | 1225 | 1217   |
| Diferență:         |      | −0,65% |